# Epica & Jägermeister Memory Stick
Epica & Jägermeister Memory Stick es un EP de la banda holandesa de metal sinfónico, Epica.
Este EP es una edición limitada de solo 200 copias la cual fue entregada en Paradiso, Ámsterdam, durante el show de lanzamiento del último álbum de la banda, Design Your Universe, concierto realizado el 10 de octubre de 2009.

## Canciones
La versión de "Living a Lie" de este EP es la que tocaron en el concierto de The Classical Conspiracy, sin las voces guturales de Mark Jansen que aparecen en la versión original de la canción en el disco The Divine Conspiracy.
1. Unleashed - 5:48
2. Safeguard to Paradise (Live Acoustic @ Studio Brussels) - 3:28
3. Tides of Time (Live Acoustic @ Studio Brussels) - 4:48
4. Solitary Ground (Live Acoustic @ Studio Brussels) - 4:48
5. Living a Lie (Simone Verse Version) - 4:45
6. Sancta Terra (Bagga Bownz Remix) - 3:18
7. Unleashed (Duet version) (Feat. Amanda Somerville) - 5:50

## Miembros
- Simone Simons - Voz
- Mark Jansen - Guitarra, Voces guturales
- Isaac Delahaye - Guitarra
- Coen Janssen - Piano & Synths
- Yves Huts - Bajo
- Ariën van Weesenbeek - Batería

### Músicos invitados
- Amanda Somerville - Soprano en "Unleashed" (Duet version)